# دهستان تیمورآباد
دهستان تیمورآباد، یکی از دهستان‌های بخش تیمورآباد شهرستان هامون در استان سیستان و بلوچستان ایران است. مرکز این دهستان، روستای تیمورآباد است.

## جمعیت
بر پایه سرشماری عمومی نفوس و مسکن در سال ۱۳۹۵، جمعیت دهستان تیمورآباد برابر با ۴٬۸۵۶ نفر بوده است.